# 保羅·費連尼
保羅·費連尼（Paul Farrelly，1962年3月2日—）是一位英格蘭政治人物和記者，他的黨籍是工黨。自2001年開始，他擔任紐卡斯爾安德萊姆選區選出的英國下議院議員。他已經結婚並育有一子二女。